# Australoonops granulatus
Espèce
Australoonops granulatus est une espèce d'araignées aranéomorphes de la famille des Oonopidae.

## Distribution
Cette espèce est endémique d'Afrique du Sud. Elle se rencontre dans les provinces du Cap-Occidental et du Cap-Oriental.

## Description
Le mâle décrit par Platnick et Dupérré en 2010 mesure 1,65 mm et la femelle 2,01 mm.

## Publication originale
- Hewitt, 1915 : Descriptions of new South African Arachnida. Records of the Albany Museum, Grahamstown, vol. 3, p. 70-106.